# Sinphet Kruaithong
Sinphet Kruaithong (Ban Phon Muang, 22 agosto 1995) è un sollevatore thailandese, che gareggia nella categoria dei pesi gallo (fino a 56 kg.).

## Carriera
Nel 2015, appena ventenne, ha vinto la medaglia di bronzo ai Campionati asiatici di sollevamento pesi di Phuket, sollevando 268 kg. nel totale.
Nel 2016, agli stessi Campionati svoltisi a Tashkent, ha vinto la medaglia d'argento con 284 kg. nel totale. Qualche mese dopo partecipa alle Olimpiadi di Rio de Janeiro, terminando sul podio con la medaglia di bronzo ottenuta sollevando 289 kg. nel totale, alle spalle del cinese Long Qingquan (307 kg.) e del nordcoreano Om Yun-chol (303 kg.).

## Palmarès
- Giochi olimpici

Rio de Janeiro 2016: bronzo nei 56 kg.
- Campionati asiatici

Phuket 2015: bronzo nei 56 kg.
Tashkent 2016: argento nei 56 kg.